# Олесницький Ярослав Іванович
Ярослав Іванович Олесницький (1875, Зарваниця, нині Тернопільської області — 15 липня 1933, Золочів, нині Львівської області) — український дипломат, правник. Голова дипломатичного представництва УНР у Великій Британії. Небіж Євгена Олесницького.

## Біографія
Народився у 1875 році в Зарваниці, Королівство Галичини та Володимирії, Австро-Угорщина, нині Тернопільська область, Україна) (за іншими даним в місті Галичі) в родині священника Івана Олесницького та Юлії зі Загайкевичів. Студіював право у Львівському і Віденському університетах.
Близько 1899 одружився зі Софією з Поповичів, дочкою священника зі Стрия.
Судову практику проходив у Відні, Львові, а від березня 1903 року в Стрию у свого дядька Євгена Олесницького. Доктор права (1903). У листопаді 1903 року відкрив власну адвокатську канцелярію у Дрогобичі. 
Упродовж 1904—1910 років очолював дрогобицьку філію «Просвіти».
1 травня 1912 року перевів свою канцелярію до Львова.
У 1913—1914 роках був головою товариства Руська Бесіда.
Учасник першої світової війни. Отаман УГА.
Від 1917 року — член Української Національної Демократичної Партії. У жовтні 1918 року — обраний до складу Української Національної Ради.
З листопада 1918 року заступник державного секретаря закордонних справ ЗУНР. 22 січня 1919 року — входив до складу делегації Західно-Української Народної Республіки, яка брала участь в урочистому проголошенні Акту Злуки на Софійському майдані у Києві. З весни 1919 по 1921 — разом з Маркіяном Меленевським обіймав посаду радника Дипломатичної місії УНР у Великій Британії, а від вересня 1919 до січня 1920 очолював там українське представництво. 
Восени 1921 року повернувся до Львова. Викладав у Львівському (таємному) Українському Університеті. У травні 1923 року відкрив адвокатську канцелярію у Львові, утім 1 вересня 1924 року перевів її до Золочева. Належав до провідних членів Українського Національно-Демократичного Об'єднання, З 1930 року — посол до польського Сейму.
На початку 1930-х років — активно виступав проти кривавих репресій польського окупаційного режиму щодо українського населення Західної України. У 1931 році — від імені Української Парляментарної Репрезентації в сеймі звернувся до Ліги Націй у Женеві з рішучим протестом проти політики «Пацифікації».
Помер 15 липня 1933 року у Золочеві.

Група співробітників посольства УНР у Лондоні (Велика Британія): зліва направо сидять. 1 — С. Шафаренко, 3 — М. Меленевський, 4 — М. Стаховський, 5 — Я. Олесницький

## Родина
- Дід — Григорій Ілліч Олесницький (1816—1905), греко-католицький парох в селі Великий Говилів.
- Батько — Іван Григорович Олесницький (1850—1926), греко-католицький парох в Переволоці.[3]
- Стрийко — Євген Григорович Олесницький (1860—1917), адвокат, політик, громадський діяч, публіцист, письменник.
- Брат — Григорій Іванович Олесницький (1890—1952), адвокат в Підкамені і Золочеві, помер у США.
- Дружина Софія з Поповичів (ймовірні дати життя 1873—1961)[2]
- Дочка Марта (1900—1992) — дружина Михайла Рудницького, емігрувала 1944 року, померла у Гоб-Саунді, Флорида, США.[2]
- Син Юрій (1904—1911).
- Син Роман Олесницький (1907—1990) — торговим аташе польського консуляту у Нью-Йорку (від 1936 року), потім працював там адвокатом.
- Син Євген Олесницький (1911—1980) — після Другої світової війни довгі літа працював суддею у Ґданську.